# Lego Creator
 (janvier 2016).
Si vous disposez d'ouvrages ou d'articles de référence ou si vous connaissez des sites web de qualité traitant du thème abordé ici, merci de compléter l'article en donnant les références utiles à sa vérifiabilité et en les liant à la section « Notes et références ».
Lego Creator est une gamme du jouet Lego basé sur la construction et traitant de plusieurs catégories : les robots, les maisons (se rapprochant de Lego City), les petits véhicules (se rapprochant de Lego Racer) et grands véhicules (se rapprochant de Lego Technic), des animaux petits et grands.
La complexité du modèle dépend de l’échelle du modèle, les petits utilisent des briques basiques mais les grands utilisent des briques complexes. Depuis 2006, la plupart des modèles sont « 3 en 1 », ils comportent la notice et les pièces pour construire trois modèles différents. En 2007, dans le sous-thème Expert, est sorti un bâtiment modulaire qui est un bâtiment ayant des minifig, ils sont très détaillés et utilisent des techniques très avancées. Avant Lego Creator, il y avait un autre thème qui lui aussi utilisait des techniques très avancées avec les briques de l'époque ; il n'avait pas de nom officiel mais il a, après son arrêt, été appelé Lego sculptures. Ce dernier a eu des sculptures en briques et des reproductions d'avions et de bateaux.

## Histoire
Lego Creator est un thème qui au début était axé sur des minifig 4+ s'appelant Tina et Max, des constructions simples pour enfants et des « Bulk » aussi appelés seaux de briques. En 2003, il y eut des sets avec des techniques de constructions plus réalistes comme un 4×4 du genre Technic en briques. Ces sets plus réalistes s'appelaient jusqu'en 2006 des « designer sets ». C'est le thème Creator qui introduisit le premier calendrier de l'Avent Lego. En 2004 est sorti un sous-thème nommé X-pod qui sont des petites boites avec des briques pour construire un des trois modèles indiqués. Ce sous-thème se termina en 2006. À partir de 2005, le thème ne s'axait plus sur les constructions pour les plus jeunes ni sur les bulks, ils ont été déplacés dans un nouveau thème, Bricks & More mais s'axait seulement sur le réalisme mais les sets pour enfants continuèrent sous un autre thème : Briques et plus. En 2006, un sous-thème nommé Exclusivités qui use des techniques très avancées et très détaillées. En 2013, le sous-thème Exclusivités est renommé « Creator Expert ».